# 新港郡
新港郡（しんこうぐん）は、日本統治時代の台湾に存在した行政区画の一つであり、台東庁に属した。

## 概要
新港庄、長浜庄、都蘭庄の3庄を管轄し、郡役所は新港庄に置かれた。郡域は現在の台東県成功鎮、長浜郷、東河郷に当たる。

## 歴史

### 沿革
- 1901年（明治34年）11月 - 成広澳支庁が成立する。都歴区、成広澳区、加走湾区を管轄。
- 1921年（大正10年） - 成広澳支庁舎が新港（現・成功鎮）に移転し、新港支庁と改称。同時に都歴区が新港区に、区下の大字「麻荖漏」を新港に改称。成広澳区、新港区、都鑾区、加走湾区を管轄。
- 1937年（昭和12年） - 新港支庁を新港郡に改称。

## 歴代首長

### 支庁長

#### 成広澳支庁
- 小川仙吉[1]
- 渡邊周次郎[2]
- 大山綱雄[3]
- 青木文三郎[4]
- 有馬源太郎[5]
- 齋藤平馬[6]
- 照島彪[7]
- 池上憲政[8]
- 岩村一哉[9]
- 渡邊定次郎[10]

#### 新港支庁
- 妹尾半助[11]：1920年9月1日-1922年11月7日
- 菅宮勝太郎[12]：1922年11月7日-1932年3月11日
- 大澤友吉[13]：1932年3月11日-1937年4月9日
- 小田謙吉[14]：1937年4月9日-1937年10月1日

### 郡守
- 福島安太[15]
- 劉萬[16]
- 小松久三郎[17]
- 小田謙吉[18]：1941年6月[19] -
- 小田千吉[20]
- 古屋照邦[21]